# Willy Debosscher
Willy Debosscher (né le 14 février 1943 à Gand) est un coureur cycliste belge. Coureur professionnel de 1969 à 1983, il obtient ses principaux résultats sur la piste.

## Biographie
Durant l'été 2010, le coureur danois René Wenzel indique qu'en 1979 Debosscher avait remporté sur un « vélo à moteur » la course à l'élimination des Six jours de Grenoble. Après la course, lorsque les autres coureurs découvrent la supercherie, ils veulent frapper Debosscher. Patrick Sercu, la star belge des courses de Six jours, s'interpose et rétablit le calme. Lors de la suite de sa carrière, Debosscher est surnommé le « Clown de la piste ».

## Palmarès sur piste

### Championnats du monde
- Brno 1969
  - 10e du kilomètre
- San Cristóbal 1977
  - 8e du demi-fond
  - 9e de la vitesse

### Championnats d'Europe
- 1977
  -  Médaillé de bronze du demi-fond
- 1978
  -  Médaillé de bronze de la vitesse

### Six jours
- Six jours de Chicago : 1973 (avec Eddy Demedts)
- Six jours de Détroit : 1973 (avec Eddy Demedts)
- Six jours de Montréal : 1979 et 1980 (avec Pietro Algeri)
- Six jours de Buenos Aires : 1983 (avec Stefan Schröpfer)

### Championnats de Belgique
| - 1968 - 3e du kilomètre amateurs - 1969 - Champion de Belgique du kilomètre amateurs - Champion de Belgique de l'américaine amateurs (avec Ernest Bens) - Champion de Belgique du tandem amateurs (avec Dirk Baert) - 2e de l'omnium amateurs - 1970 - 3e de la vitesse - 1971 - 2e de la vitesse - 1972 - 2e de la vitesse - 1973 - 2e de la vitesse | - 1974 - 3e de l'américaine - 1975 - 2e du demi-fond - 1976 - Champion de Belgique de vitesse - Champion de Belgique de demi-fond - 2e de l'américaine - 1981 - 2e de la vitesse - 3e de l'omnium - 1982 - 2e de la vitesse |  |

## Palmarès sur route
- 1971
  - Grote Prijs Dr. Eugeen Roggeman